# Zona metropolitană Lisabona

Zona metropolitană Lisabona (în portugheză Área Metropolitana de Lisboa; prescurtat ca AML) este o zonă metropolitană din Portugalia, centrată pe Lisabona, capitala și cel mai mare oraș al țării. Zona metropolitană, care acoperă 18 municipii, este cea mai mare zonă urbană din țară și a zecea ca mărime din Uniunea Europeană, cu o populație în 2015 de 2.812.678, pe o suprafață de 3.015,24 km².
Zona metropolitană Lisabona are cel mai mare PIB (76,4 miliarde EUR) dintre toate zonele metropolitane din Portugalia.[3] Regiunea găzduiește cel mai mare hub tehnologic din țară și acolo își au sediul majoritatea marilor corporații multinaționale din Portugalia.

## Istoric
Portugalia a trecut printr-o perioadă de schimbări administrative de la revoluția din 1974. Mai recent, au fost implementate noi standarde de administrare teritorială care să corespundă criteriilor Uniunii Europene.
După câțiva ani de indefiniții, municipiile sunt acum asociate în zone metropolitane sau comunități intermunicipale . Aceste noi diviziuni regionale se ciocnesc de structurile regionale tradiționale portugheze: Distritos (Districtele). Districtele au fost implementate în secolul al XIX-lea de către Mouzinho da Silveira după revoluția liberală din 1820, pentru a înlocui eparhiile clericale (care dețineau autoritatea intermediară între monarhia absolută și municipalități) și sunt încă autoritățile regionale oficiale din Portugalia, lăsând astfel noi autorități metropolitane fără nicio autoritate. De exemplu, districtul Lisabona și districtul Setubal se ciocnesc și interferează cu autoritatea zonei metropolitane din Lisabona. Fiecare district este condus de un governador civil (guvernator civil). Acești guvernatori sunt împuterniciți de Primul Ministru al Portugaliei și au cea mai mare parte a puterii administrative asupra municipalităților cuprinse, lăsând zonele metropolitane cu un statut pasiv și sarcini comunitare.

## Prezentare generală
Zona metropolitană Lisabona, centrată în capitala portugheză Lisabona, este cea mai mare concentrare a populației din Portugalia. Populația în 2011 era de 2.821.876, dintre care 547.733 (19,4%) locuiesc în orașul Lisabona. Aproximativ 26,7% din populația totală a Portugaliei trăiește în zona metropolitană Lisabona. Suprafața zonei metropolitane Lisabona este de 3.015,24 km 2, care reprezintă 3,3% din suprafața totală a Portugaliei.
Astăzi, teritoriul zonei metropolitane Lisabona este aproape același cu teritoriul Regiunii Lisabona, AML fiind o uniune a municipalităților metropolitane, iar Regiunea Lisabona o regiune NUTS II .
Se învecinează cu Comunitatea Intermunicipală Oeste ( Regiunea Centrală ) la nord, cu Lezíria do Tejo la nord-est, cu Alentejo Central la est și cu Alentejo Litoral la sud, aparținând regiunii mai extinse Alentejo .
Municipalitățile de la nord de râul Tajo sunt din districtul Lisabona (Grande Lisboa); cei de la sud de râu sunt din districtul Setubal (Península de Setúbal).

## Municipalități
| Municipalități      | Suprafață (km2) | Populație (2011) | N.U.T.S. III incluse | Districte incluse | Regiuni culturale incluse |
| ------------------- | --------------- | ---------------- | -------------------- | ----------------- | ------------------------- |
| Amadora             | 23.78           | 175,136          | Grande Lisboa        | Lisboa            | Estremadura               |
| Cascais             | 97.40           | 206,479          | Grande Lisboa        | Lisboa            | Estremadura               |
| Lisabona            | 100.05          | 547,733          | Grande Lisboa        | Lisboa            | Estremadura               |
| Loures              | 167.24          | 205,054          | Grande Lisboa        | Lisboa            | Estremadura               |
| Mafra               | 291.66          | 76,685           | Grande Lisboa        | Lisboa            | Estremadura               |
| Odivelas            | 26.54           | 144,549          | Grande Lisboa        | Lisboa            | Estremadura               |
| Oeiras              | 45.88           | 172,120          | Grande Lisboa        | Lisboa            | Estremadura               |
| Sintra              | 319.23          | 377,835          | Grande Lisboa        | Lisboa            | Estremadura               |
| Vila Franca de Xira | 318.19          | 136,886          | Grande Lisboa        | Lisboa            | Ribatejo                  |
| Alcochete           | 128.36          | 17,569           | Península de Setúbal | Setúbal           | Estremadura               |
| Almada              | 70.21           | 174,030          | Península de Setúbal | Setúbal           | Estremadura               |
| Barreiro            | 36.39           | 78,764           | Península de Setúbal | Setúbal           | Estremadura               |
| Moita               | 55.26           | 66,029           | Península de Setúbal | Setúbal           | Estremadura               |
| Montijo             | 348.62          | 51,222           | Península de Setúbal | Setúbal           | Estremadura               |
| Palmela             | 465.12          | 62,831           | Península de Setúbal | Setúbal           | Estremadura               |
| Seixal              | 95.50           | 158,269          | Península de Setúbal | Setúbal           | Estremadura               |
| Sesimbra            | 195.47          | 49,500           | Península de Setúbal | Setúbal           | Estremadura               |
| Setúbal             | 230.33          | 121,185          | Península de Setúbal | Setúbal           | Estremadura               |
| Total               | 2,957.4 km2     | 2,821,876        |                      |                   |                           |